# EFSIX 2000

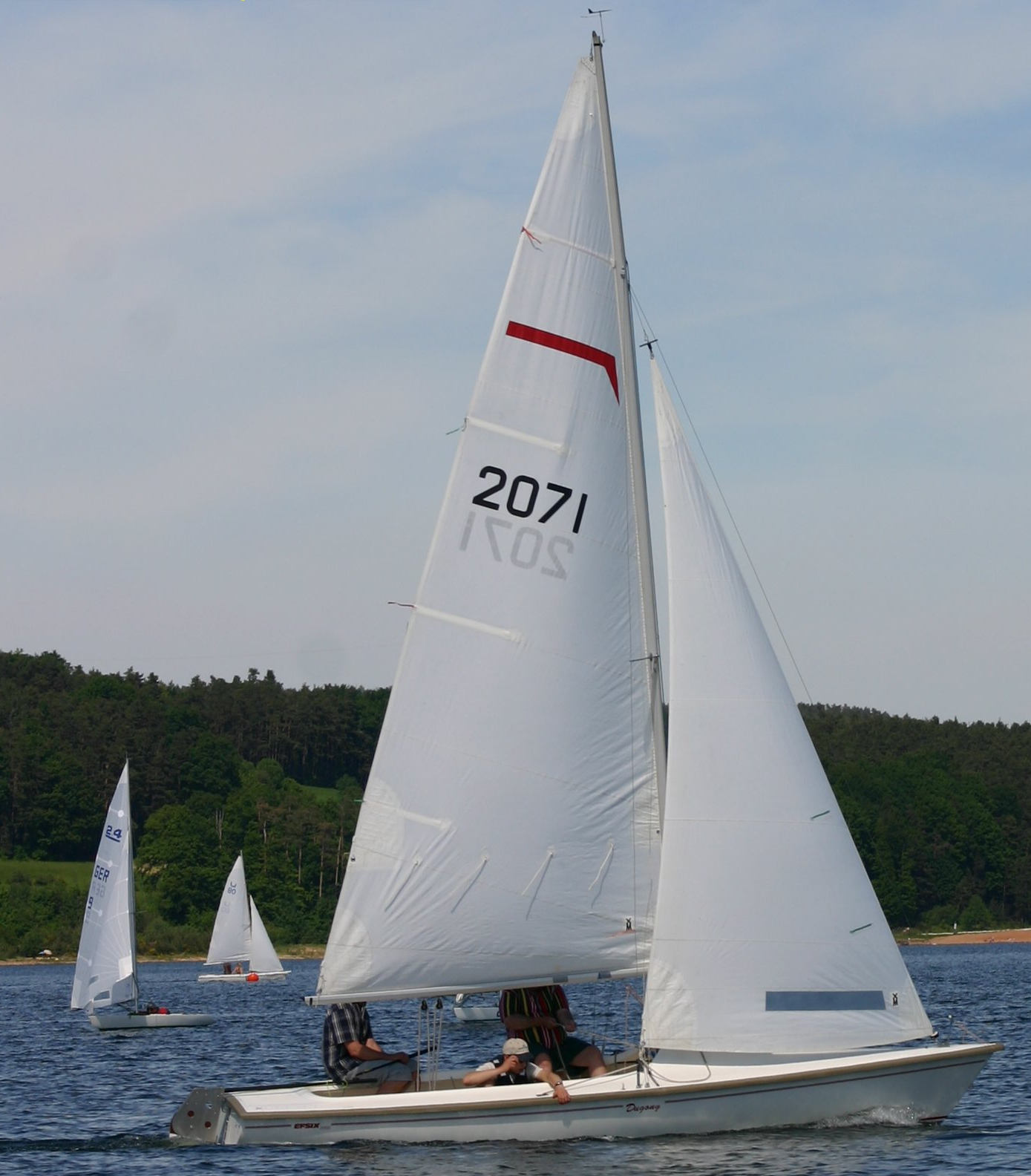
EFSIX bei der Deutschen Meisterschaft der Behindertensegler 2005 auf dem Großen Brombachsee.

Die EFSIX ist ein 1975 konstruiertes offenes Segelboot, das bis zu fünf Personen Platz bietet. Das Kielboot verfügt über einen Hubkiel und wird in Rundspantbauweise meist aus GFK hergestellt.

## Verwendung
Die EFSIX wird in Deutschland und in den Niederlanden gesegelt.
Auf nationaler Ebene wird das Boot in Nordrhein-Westfalen neben der 2.4mR im Behindertensport eingesetzt, da es auf Grund des ausgeschäumten Doppelrumpfes nahezu unsinkbar ist.
Durch den flachen Plichtboden und das nach oben gewölbte Vordeck, ist die EFSIX 2000 recht geräumig, was sie auch zu einer beliebten Wanderjolle macht.
Das Boot wird von einer niederländischen Werft in Heeg gebaut.

## Einstufung des Bootes
Die EFSIX-Klassenvereinigung hat Antrag auf Zulassung als Einheitsklasse beim Deutschen Seglerverband gestellt.